# Viktor Bol'šov
Viktor Pavlovič Bol'šov (in russo Виктор Павлович Большов?; Izberbaš, 23 maggio 1939) è un ex altista sovietico.

## Biografia
Partecipò ai Giochi olimpici di Roma 1960 dove giunse quarto preceduto dai suoi connazionali Robert Šavlakadze e Valerij Brumel' e dallo statunitense John Thomas. Quest'ultimo ottenne la medaglia di bronzo con la stessa misura e con lo stesso numero di errori di Bol'šov ma fu classificato davanti a lui per il minor numero complessivo di tentativi effettuati.
Nel 1961 a Groznyj superò 2,16 m, che a quel tempo fu la terza misura al mondo.
Continuò a gareggiare e partecipò nuovamente alle Olimpiadi di Città del Messico 1968 ma non riuscì a qualificarsi per la finale. Nel 1974, saltando 2,16 m, stabilì il record mondiale per la categoria Masters M35: tale record sarebbe rimasto imbattuto per 17 anni.
È sposato con la connazionale Valentina Maslovskaya, velocista; la loro figlia, Olga Bolsova, è stata anch'essa specialista del salto in alto.

## Palmarès
| Anno | Manifestazione        | Sede              | Evento        | Risultato      | Prestazione | Note  |
| ---- | --------------------- | ----------------- | ------------- | -------------- | ----------- | ----- |
| 1960 | Giochi olimpici       | Roma              | Salto in alto | 4º             | 2,14 m      | [ 4 ] |
| 1962 | Campionati europei    | Belgrado          | Salto in alto | 4º             | 2,06 m      |       |
| 1967 | Giochi europei indoor | Praga             | Salto in alto | 7º             | 2,08 m      |       |
| 1968 | Giochi olimpici       | Città del Messico | Salto in alto | qualificazioni |             | [ 5 ] |